# Tadeusz Drobniak
Tadeusz Drobniak (ur. 22 maja 1894 w Jaworznie, zm. 1979) – polski prawnik i urzędnik konsularny.

## Życiorys
Urodził się 22 maja 1894 w Jaworznie, w ówczesnym powiecie chrzanowskim Królestwa Galicji i Lodomerii.
Po uzyskaniu tytułu doktora praw wstąpił do polskiej służby zagranicznej (1924–). Był pracownikiem konsulatu RP w Pradze (1924), konsulatu generalnego w Paryżu (1924–1925), ambasady w Paryżu (1925–1926), Ministerstwa Spraw Zagranicznych (1926–1928), konsulatu w Pradze (1928), konsulatu w Czerniowcach (1928–1929), komisariatu generalnego w Gdańsku (1929–1932), MSZ (1932–1934), konsula i kier. konsulatu w Pile (1934–1939).
W 1934, jako kapitan artylerii rezerwy pozostawał w ewidencji Powiatowej Komendy Uzupełnień Warszawa Miasto III. Posiadał przydział w rezerwie do 29 Pułku Artylerii Lekkiej w Grodnie.
Wziął udział w kampanii wrześniowej, następnie we Francji (1939). Ponownie w polskiej służbie zagranicznej - w Wydziale Szyfrów MSZ w Paryżu i Angers (1939-1940), urzędnik Konsulatu Gen. w Londynie (1940), kier. Wydziału Szyfrów MSZ w Londynie (1940-1942), konsul w Dar-es-Salam (1942), konsul gen. w konsulacie RP w Kampali (1943) i konsul w Tananarive (1943—1945). W 1965 osiadł na Lazurowym Wybrzeżu.

## Ordery i odznaczenia
- Złoty Krzyż Zasługi
- Srebrny Krzyż Zasługi (11 listopada 1934)[5]
- Medal Pamiątkowy za Wojnę 1918–1921
- Medal Dziesięciolecia Odzyskanej Niepodległości
- Brązowy Medal za Długoletnią Służbę